# 伝統工芸
伝統工芸（でんとうこうげい）は、長年に亘り受け継がれている技術や技が用いられた美術や工芸のこと。伝統工芸を用いて作られる工芸品を伝統工芸品という。

## 伝統工芸の特徴
1. 熟練した技が必要
2. 手工業である
3. 日常生活で使われている
4. 代々長い歴史がある

## 伝統工芸の問題点
1. 若い後継者の不足
技術の習得にとても長い時間がかかるため、以前は深刻だった。しかし、この問題点は、昨今の生きがい探求の風潮により、改善傾向にある。多くの伝統産業、地場産業の地に、若い後継者が訪れ、労働賃金に関わらず、彼らの生きがい探しの受け皿となっている。
2. 原材料の不足
国産の物は高く、外国産の原料に圧されている。国産原材料は長年の円高により競争力を喪失し、供給自体が細ってしまっている場合もある。
3. 値段が高い
先進国である日本の人件費を考慮すると、競合となる発展途上国産の手工芸品との比較においてはかなり高額とならざるを得ない。ただし、アジア製の手工芸品が一定浸透した現在の日本市場においては、普及品は発展途上国産、高級品は国産・欧州産という棲み分けがなされている。
4. 革新と挑戦意識の低下
長い時間をかけ、改善と工夫によって変化してきた伝統工芸だが、近年では国や自治体からの補助に守られている現状にあって、工芸品そのものも守りの状態に陥ってしまっている

## 国からの保護
昔からの伝統工業の技術を守り、育て、発展させるために伝統的工芸品産業の振興に関する法律が作られた。これに基づき、経済産業大臣が伝統的工芸品を指定する。
伝統的工芸品の指定条件は、以下の通りである。
1. 日常生活で使われている工芸品である
2. 手工業である
3. 技術、原材料が100年以上受け継がれている
4. 一定の地域で産業として成り立っている

2012年1月現在、経済産業大臣が指定する伝統的工芸品は全国に207品目あり、国、地方自治体から毎年10億円以上の補助金が投じられる。